# San Marcos (Salta)
San Marcos es una pequeña población del departamento Santa Victoria en el extremo noroeste de la provincia de Salta, Argentina.

## Población
Contaba con 133 habitantes (Indec, 2001); en el anterior censo de 1991 figuraba como población rural dispersa.

## Sismicidad
La sismicidad del área de Salta es frecuente y de intensidad baja, y un silencio sísmico de terremotos medios a graves cada 40 años